# 全米知事協会

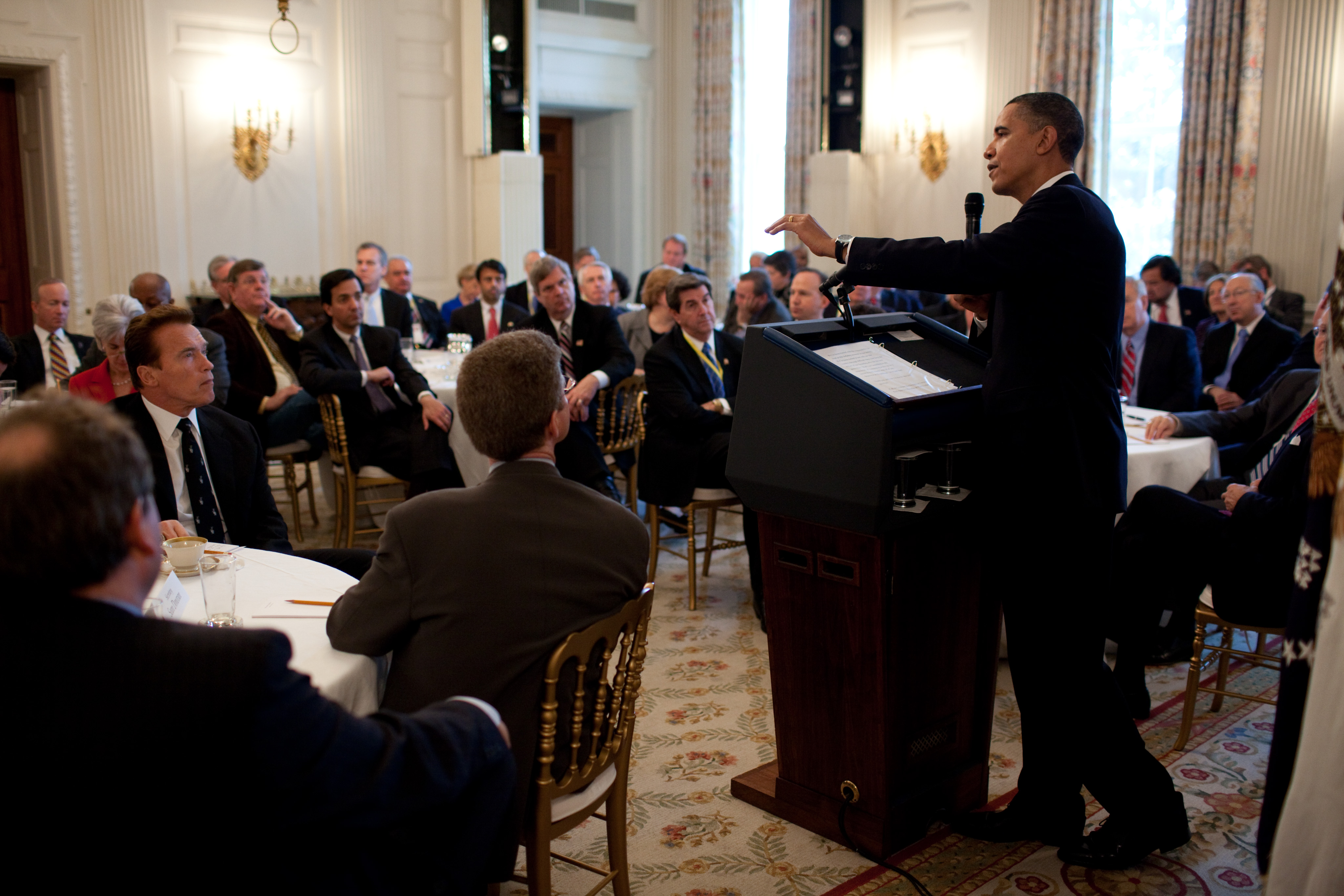
2010年2月22日にホワイトハウスで全米の州知事達からの質問に答える大統領のバラク・オバマ。

全米知事協会（ぜんべいちじきょうかい、英語: National Governors Association, NGA）は、アメリカ合衆国の政治団体。重要な公共政策に関する、州政府と連邦政府との連絡協議団体である。
議長は二大政党から一年交代で選出される。副議長は議長の属さない政党から選出され、また大概の場合、副議長が翌年の議長を務めるのが恒例のため、事実上2年間党を代表する形になる。2025年5月現在の議長はコロラド州知事のジャレッド・ポリス（民主党）、副議長はオクラホマ州知事のケビン・スティット（共和党）である。
日本では、「全国知事会」や「全米知事会」と訳されることもある。

## 歴史
1908年に州の分担金・連邦政府補助金等を用いて全米知事会議（National Governors' Conference）として設立された。

## 組織
全米知事協会（以下、NGA）は、全米の50州と5つの海外領土（アメリカ領サモア、グアム、北マリアナ諸島、プエルトリコ、アメリカ領ヴァージン諸島）の知事によって構成される。そして、協会は7つの委員会から構成されている。NGAという組織そのものに対応する「NGA執行委員会」、「NGA最善慣行委員会」の2つ、そして諸問題に対応する「経済開発・商務委員会」、「教育・労働委員会」、「保健・社会福祉委員会」、「国土安全保障・公安委員会」、「天然資源委員会」の5つの常任委員会である。NGA執行委員会の議長と副議長がそのままNGAの議長と副議長を兼任する。他に専務理事（Executive Directer）という役職もある。

## 議長
1977年に議長の任期は1年で同一の政党が2期続けて務められない方針が正式に決定した。
アラバマ州、アラスカ州、コネチカット州、ハワイ州、ミシシッピ州、ニューメキシコ州、ノースカロライナ州、サウスダコタ州、アメリカ領サモア、グアム、北マリアナ諸島、プエルトリコ、アメリカ領ヴァージン諸島からは議長が輩出されたことがない。
| 任期      | 議長                           | 州                   | 政党   |
| --------- | ------------------------------ | -------------------- | ------ |
| 1908–1911 | オーガスタス・ウィルソン       | ケンタッキー州       | 共和党 |
| 1911–1914 | フランシス・マクガヴァン       | ウィスコンシン州     | 共和党 |
| 1914–1915 | デヴィッド・ウォルシュ         | マサチューセッツ州   | 民主党 |
| 1915–1916 | ウィリアム・スプライ           | ユタ州               | 共和党 |
| 1916–1918 | アーサー・キャッパー           | カンザス州           | 共和党 |
| 1918–1919 | エマーソン・ハリントン         | メリーランド州       | 民主党 |
| 1919      | ヘンリー・アレン               | カンザス州           | 共和党 |
| 1919–1922 | ウィリアム・スプロール         | ペンシルベニア州     | 共和党 |
| 1922–1924 | チャニング・コックス           | マサチューセッツ州   | 共和党 |
| 1924–1925 | リー・トリンクル               | バージニア州         | 民主党 |
| 1925–1927 | オーウェン・ブリュスター       | メイン州             | 共和党 |
| 1927–1928 | アダム・マクマレン             | ネブラスカ州         | 共和党 |
| 1928–1930 | ジョージ・ダーン               | ユタ州               | 民主党 |
| 1930–1932 | ノーマン・ケース               | ロードアイランド州   | 共和党 |
| 1932–1933 | ジョン・ポラード               | バージニア州         | 民主党 |
| 1933–1934 | ジェームズ・ロルフ             | カリフォルニア州     | 共和党 |
| 1934–1936 | ポール・マクナット             | インディアナ州       | 民主党 |
| 1936–1937 | ジョージ・ピーリー             | バージニア州         | 民主党 |
| 1937–1939 | ロバート・コクラン             | ネブラスカ州         | 民主党 |
| 1939–1940 | ロイド・スターク               | ミズーリ州           | 民主党 |
| 1940–1941 | ウィリアム・ヴァンダービルト   | ロードアイランド州   | 共和党 |
| 1941–1942 | ハロルド・スタッセン           | ミネソタ州           | 共和党 |
| 1942–1943 | ハーバート・オコナー           | メリーランド州       | 民主党 |
| 1943–1944 | レヴェレット・サルトンストール | マサチューセッツ州   | 共和党 |
| 1944–1945 | ハーバート・モー               | ユタ州               | 民主党 |
| 1945–1946 | エド・マーティン               | ペンシルベニア州     | 共和党 |
| 1946–1947 | ミラード・キャルドウェル       | フロリダ州           | 民主党 |
| 1947–1948 | ホレイス・ヒルドレス           | メイン州             | 共和党 |
| 1948–1949 | レスター・ハント               | ワイオミング州       | 民主党 |
| 1949      | ウィリアム・レーン             | メリーランド州       | 民主党 |
| 1949–1950 | フランク・カールソン           | カンザス州           | 共和党 |
| 1950–1951 | フランク・ラウシュ             | オハイオ州           | 民主党 |
| 1951–1952 | ヴァル・ピーターソン           | ネブラスカ州         | 共和党 |
| 1952–1953 | アラン・シヴァース             | テキサス州           | 民主党 |
| 1953–1954 | ダニエル・ソーントン           | コロラド州           | 共和党 |
| 1954–1955 | ボブ・ケノン                   | ルイジアナ州         | 民主党 |
| 1955–1956 | アーサー・ラングリー           | ワシントン州         | 共和党 |
| 1956–1957 | トーマス・スタンリー           | バージニア州         | 民主党 |
| 1957–1958 | ウィリアム・ストラットン       | イリノイ州           | 共和党 |
| 1958–1959 | リロイ・コリンズ               | フロリダ州           | 民主党 |
| 1959–1960 | ケイル・ボッグス               | デラウェア州         | 共和党 |
| 1960–1961 | スティーヴン・マクニコルズ     | コロラド州           | 民主党 |
| 1961–1962 | ウェズリー・パウエル           | ニューハンプシャー州 | 共和党 |
| 1962–1963 | アルバート・ロゼリーニ         | ワシントン州         | 民主党 |
| 1963–1964 | ジョン・アンダーソン           | カンザス州           | 共和党 |
| 1964–1965 | グラント・ソーヤー             | ネバダ州             | 民主党 |
| 1965–1966 | ジョン・リード                 | メイン州             | 共和党 |
| 1966–1967 | ウィリアム・ガイ               | ノースダコタ州       | 民主党 |
| 1967–1968 | ジョン・ヴォルプ               | マサチューセッツ州   | 共和党 |
| 1968–1969 | ビュフォード・エリントン       | テネシー州           | 民主党 |
| 1969–1970 | ジョン・ラヴ                   | コロラド州           | 共和党 |
| 1970–1971 | ウォーレン・ハーンズ           | ミズーリ州           | 民主党 |
| 1971–1972 | アーチ・ムーア                 | ウェストバージニア州 | 共和党 |
| 1972–1973 | マーヴィン・マンデル           | メリーランド州       | 民主党 |
| 1973–1974 | ダニエル・エヴァンス           | ワシントン州         | 共和党 |
| 1974–1975 | カル・ランプトン               | ユタ州               | 民主党 |
| 1975–1976 | ロバート・レイ                 | アイオワ州           | 共和党 |
| 1976–1977 | セシル・アンドラス             | アイダホ州           | 民主党 |
| 1977      | ルービン・アスキュー           | フロリダ州           | 民主党 |
| 1977–1978 | ウィリアム・ミリケン           | ミシガン州           | 共和党 |
| 1978–1979 | ジュリアン・キャロル           | ケンタッキー州       | 民主党 |
| 1979–1980 | オーティス・ボーウェン         | インディアナ州       | 共和党 |
| 1980–1981 | ジョージ・バスビー             | ジョージア州         | 民主党 |
| 1981–1982 | リチャード・スネリング         | バーモント州         | 共和党 |
| 1982–1983 | スコット・マセソン             | ユタ州               | 民主党 |
| 1983–1984 | ジム・トンプソン               | イリノイ州           | 共和党 |
| 1984–1985 | ジョン・カーリン               | カンザス州           | 民主党 |
| 1985–1986 | ラマー・アレクサンダー         | テネシー州           | 共和党 |
| 1986–1987 | ビル・クリントン               | アーカンソー州       | 民主党 |
| 1987–1988 | ジョン・スヌヌ                 | ニューハンプシャー州 | 共和党 |
| 1988–1989 | ジェラルド・バリレス           | バージニア州         | 民主党 |
| 1989–1990 | テリー・ブランスタッド         | アイオワ州           | 共和党 |
| 1990–1991 | ブース・ガードナー             | ワシントン州         | 民主党 |
| 1991–1992 | ジョン・アシュクロフト         | ミズーリ州           | 共和党 |
| 1992–1993 | ロイ・ローマー                 | コロラド州           | 民主党 |
| 1993–1994 | キャロル・キャンベル           | サウスカロライナ州   | 共和党 |
| 1994–1995 | ハワード・ディーン             | バーモント州         | 民主党 |
| 1995–1996 | トミー・トンプソン             | ウィスコンシン州     | 共和党 |
| 1996–1997 | ボブ・ミラー                   | ネバダ州             | 民主党 |
| 1997–1998 | ジョージ・ヴォイノヴィッチh    | オハイオ州           | 共和党 |
| 1998–1999 | トム・カーパー                 | デラウェア州         | 民主党 |
| 1999–2000 | マイケル・レヴィット           | ユタ州               | 共和党 |
| 2000–2001 | パリス・グレンディニング       | メリーランド州       | 民主党 |
| 2001–2002 | ジョン・エングラー             | ミシガン州           | 共和党 |
| 2002–2003 | ポール・パットン               | ケンタッキー州       | 民主党 |
| 2003–2004 | ダーク・ケンプソーン           | アイダホ州           | 共和党 |
| 2004–2005 | マーク・ウォーナー             | バージニア州         | 民主党 |
| 2005–2006 | マイク・ハッカビー             | アーカンソー州       | 共和党 |
| 2006–2007 | ジャネット・ナポリターノ       | アリゾナ州           | 民主党 |
| 2007–2008 | ティム・ポーレンティー         | ミネソタ州           | 共和党 |
| 2008–2009 | エド・レンデル                 | ペンシルベニア州     | 民主党 |
| 2009–2010 | ジム・ダグラス                 | バーモント州         | 共和党 |
| 2010      | ジョー・マンチン               | ウェストバージニア州 | 民主党 |
| 2010–2011 | クリスティーヌ・グレゴワール   | ワシントン州         | 民主党 |
| 2011–2012 | デイヴ・ハイネマン             | ネブラスカ州         | 共和党 |
| 2012–2013 | ジャック・マーケル             | デラウェア州         | 民主党 |
| 2013–2014 | メアリー・フォーリン           | オクラホマ州         | 共和党 |
| 2014–2015 | ジョン・ヒッケンルーパー       | コロラド州           | 民主党 |
| 2015–2016 | ゲイリー・ハーバート           | ユタ州               | 共和党 |
| 2016–2017 | テリー・マコーリフ             | バージニア州         | 民主党 |
| 2017–2018 | ブライアン・サンドバル         | ネバダ州             | 共和党 |
| 2018–2019 | スティーブ・ブロック           | モンタナ州           | 民主党 |
| 2019–2020 | ラリー・ホーガン               | メリーランド州       | 共和党 |
| 2020–2021 | アンドリュー・クオモ           | ニューヨーク州       | 民主党 |
| 2021–2022 | エイサ・ハッチンソン           | アーカンソー州       | 共和党 |
| 2022–2023 | フィル・マーフィー             | ニュージャージー州   | 民主党 |
| 2023–2024 | スペンサー・コックス           | ユタ州               | 共和党 |
| 2024–2025 | ジャレッド・ポリス             | コロラド州           | 民主党 |